# Иван Станков (Дибенко)
Иван Станков (Дибенко) е участник в съпротивително движение в България по време на Втората световна война, партизанин от Партизански отряд „Христо Ботев“.

## Биография
Иван Йозов Станков е роден на 5 януари 1912 г. в Калъчлии (днес кв. Генерал Николово в град Раковски). От 1931 г. е член на РМС. През 1934 г. като войник е задържан за конспиративна дейност в казармата. По-късно е освободен поради липса на доказателства. През 1943 г. е изпратен в „черните роти“ в село Чучулигово, а след това преместен в Пловдив. Оттам на 16 юли 1944 г. бяга и става партизанин в IV полска дружина „Любен“ на Първа средногорска бригада „Христо Ботев“.
Иван Станков загива в сражение на 11 август 1944 г. в местността „Стефанов камък“ над село Върбен.
От 1957 г. стадионът и футболният клуб в село Генерал Николаево носят неговото име – „Дибенко“. По-късно те са преименувани.
Слав Станков, първият кмет на град Раковски, е негов син.